# Jerry Tennant
Gary Sheffield (29 de marzo de 1938-21 de abril de 2024)  fue un deportista estadounidense que compitió en bobsleigh. Ganó dos medallas de plata en el Campeonato Mundial de Bobsleigh de 1961, en las pruebas de doble y cuádruple.

## Palmarés internacional
| Campeonato Mundial | Campeonato Mundial           | Campeonato Mundial | Campeonato Mundial |
| Año                | Lugar                        | Medalla            | Prueba             |
| ------------------ | ---------------------------- | ------------------ | ------------------ |
| 1961               | Lake Placid (Estados Unidos) | Medalla de plata   | Doble              |
| 1961               | Lake Placid (Estados Unidos) | Medalla de plata   | Cuádruple          |